# Cacofonie
Noțiunea de cacofonie (numită uneori și disonanță) se folosește în lingvistică și în muzică pentru a denumi orice fel de asociații neplăcute de sunete. Termenul antonim este eufonie.
În retorică și arta poetică cacofonia desemnează orice succesiune neplăcută de sunete din discurs, supărătoare prin dificultatea de pronunțare sau cea de înțelegere a mesajului rostit. În plus, în cultura românească recentă școala și publicul includ tot la cacofonie și formarea accidentală de cuvinte cu sensuri nepotrivite sau dezagreabile, prin alipirea a două cuvinte învecinate.

## În limba română
Deși cacofoniile sunt doar stângăcii care țin de estetică și nu greșeli propriu-zise, învățământul românesc recomandă ca acestea să fie evitate în exprimarea îngrijită. Exagerările în evitarea cacofoniilor sunt criticate de lingviști, care recomandă ca vorbitorii care țin neapărat să evite cacofoniile să procedeze cu măsură și realism, fără a aduce prejudicii informației din mesaj sau corectitudinii gramaticale a acestuia. Astfel, în limbajul științific se pune accentul în primul rând pe precizia exprimării și cu totul secundar pe eufonie, iar unii autori ignoră în mod voit cacofoniile.
Majoritatea vorbitorilor de limba română sunt conștienți de acea categorie de cacofonii create prin alăturarea silabelor ca-ca (sau a unora asemănătoare) din cuvinte învecinate: negru ca cărbunele, vezi că cazi, politică care, ca  calul etc. Aceste cacofonii sunt în mod deosebit evitate de vorbitori, mai ales în vorbirea sau scrierea îngrijită, considerând că astfel de succesiuni de sunete stânjenesc transmiterea corectă a mesajului prin crearea unei asociații de sensuri nedorite. Pentru evitarea lor, unii vorbitori ajung să facă greșeli gramaticale propriu-zise (cacologii), de exemplu prin introducerea între cele două cuvinte implicate a cuvântului virgulă (care de altfel mai mult atrage atenția asupra cacofoniei) sau prin folosirea în locul cuvântului ca a locuțiunii ca și, chiar și atunci când sensul acesteia nu se potrivește în propoziție. O serie de cacofonii din această categorie nu pot fi însă evitate ușor, pentru că apar în expresii fixe sau în nume de persoane: Biserica Catolică, Epoca Capitalistă, stenoză aortică calcificată, Ion Luca Caragiale, bancă comercială, tactica cavalerească etc. Printre necunoscători umblă informația falsă că ar exista trei, cinci, șapte sau mai multe cacofonii acceptate „în mod oficial”.
Atunci când estetica mesajului contează, succesiuni de sunete tautofonice (repetitive) precum următoarele pot fi considerate cacofonii:
- finalul sacadat din la ședință toți tații tac;
- aparenta bâlbâială din mama mea m-a mascat;
- repetarea silabei ce din legea trebuie să specifice ce cetățeni au acest drept;
- repetarea secvenței lui în copilului lui Luca;
- copilele le legănăm pe rând;
- adresa sa s-a schimbat;
- iarăși își înșiră poveștile;
- Bolivia, cu capitala la La Paz;
- hiatul deranjant din a analiza, a ascultat, a anului etc.

### Obsesia cacofoniilor
Se poate vorbi de o adevărată obsesie, fobie sau manie a cacofoniilor la români, care adesea pe de o parte se străduiesc să le evite cu orice preț, iar pe de alta au tendința de a-și reproșa unii altora comiterea cacofoniilor. O serie de autori, între care Ion Coja, Gligor Gruiță, Eugen Coșeriu, George Pruteanu, Andrei Pleșu, Rodica Zafiu, Szilágyi N. Sándor și alții, au criticat astfel de tendințe.
Până în secolul al XIX-lea scriitorii nu simțeau nevoia să evite cacofoniile. Sugestivă este folosirea locuțiunii ca cum, care apărea frecvent la autori precum Dimitrie Cantemir, Ion Neculce, Nicolae Bălcescu, Titu Maiorescu etc., dar care în prezent a ajuns să fie complet înlocuită de ca și cum în limba standard, probabil din dorința de a evita cacofonia. În scrierile cele mai îngrijite din secolele anterioare, de pildă în traducerile Bibliei, cacofoniile de tipul ca-ca apăreau frecvent, pentru că încă nu exista nici o presiune socială în a le evita. Astfel, Biblia de la București din 1688 conține o mulțime de secvențe de cuvinte precum cercă casa lui Iacov și facă-se casa ta ca casa lui, iar în Biblia de la Blaj din 1795 apare printre altele cacofonia Că, ca caii, au păscut.
Fobia de cacofonii a apărut după mijlocul secolului al XIX-lea. Memorialistul Mihail Sevastos spunea în 1956, în Amintiri de la „Viața Românească”, că „fobia cacofoniilor persistă” și că o editură ajunsese chiar să reformuleze textele pentru a evita și așa-zisele „semi-cacofonii”, de tipul chi-ca. Tot el spunea că vina pentru declanșarea vânătorii cacofoniilor îi aparține ziaristului și umoristului Anton Bacalbașa, care a pornit spre sfârșitul secolului al XIX-lea „o campanie furioasă împotriva cacofoniei rezultate din alăturarea a doi de ca, dându-i, pe deasupra, și un înțeles scabros”.
În 1925, în Metodica limbii materne în gimnazii și licee, profesorul Paul I. Papadopol considera cacofonia un defect al scrierilor vremii și critica în mod repetat „îmbulzeala de cacofonii” și pe elevii „greoi, încărcați de cacofonii și negramaticali, la exprimare” (p. 63), iar profesorilor le recomanda să se exprime „fără cacofonii (pe care le găsim totuși așa de numeroase la Universitate, prin unele cursuri)”, dând ca exemple cacofoniile ca cel, ca cuțit, că cel. În prezent obsesia de a evita cacofoniile este întreținută în continuare în parte de școală, prin programele și manualele de limba și literatura română, care le recomandă elevilor să evite sonoritățile cacofonice în exprimarea îngrijită.

### Evitarea cacofoniilor
În exprimarea îngrijită, orală și în scris, cacofoniile se pot evita uneori prin înlocuiri de cuvinte prin sinonime, intercalarea unor cuvinte pentru a despărți silabele cacofonice, schimbarea topicii etc. Totuși, nici chiar având la dispoziție timpul necesar pentru a face astfel de reformulări nu este întotdeauna posibilă evitarea cacofoniei. Efortul disproporționat al unor vorbitori duce adesea la exprimări cu defecte încă și mai mari decât simplul caracter inestetic al cacofoniei. Garabet Ibrăileanu spunea că „este o crimă să-ți mutilezi ideea sau s-o faci mai obscură, trăgând veșnic cu urechea cum sună cuvintele din coadă și schimbând fraza”.
De exemplu, prepoziția ca folosită cu sensul „în calitate de” este înlocuită de astfel de vorbitori cu locuțiunea ca și: ca și compozitor, ca și comunitate etc. Totuși, locuțiunea ca și are alt sens, și anume comparativ, deci înlocuirea este o greșeală propriu-zisă, o cacologie. Mai mult, astfel de înlocuiri au început să se răspândească și în cazuri unde evitarea cacofoniei nu mai este o justificare: ca și mod de comportament, ca și director, ca și pensionar etc.
Unii vorbitori au ajuns să creadă că o virgulă poate rezolva problema. Virgula salvatoare apare uneori în scris: ne putem mândri ca, contemporani ai acestor specialiști. Alteori cuvântul virgulă este intercalat în vorbire: românul va mânca virgulă caș mai scump. În cazuri extreme el apare chiar și în scris: Și încă virgulă cu cine? (Ziua, 2005, nr. 3355, 20/2).
Evitarea obsesivă a cacofoniilor are efecte și asupra numelor de locuri și de persoane. Mai multe localități numite odată Cacova și-au schimbat numele în Livezile, Dumbrava, Fântânele, Grădinari. Mulți vorbitori evită să pronunțe în întregime numele Ion Luca Caragiale sau îl pronunță cu sfială și preferă în schimb prescurtarea I. L. Caragiale. Continuarea unei astfel de tendințe anticacofonice ar face ca fetele numite Rodica, Viorica, Anica, Măriuca etc. să privească precaut băieții al căror nume de familie este Coman, Codrea, Culcer etc., pentru ca prin căsătorie să nu capete un nume cacofonic ca Florica Costea.

## Alte limbi
Cacofonii există în toate limbile, chiar dacă în unele problema lor este dezbătută mai puțin decât în cazul limbii române.
Exemple:
- Spaniolă: „Y déjame muriendo / un no sé qué que quedan balbuciendo” (San Juan de la Cruz, Cántico Espiritual, siglo XVI).
- Franceză: „Non, il n'est rien que Nanine n'honore” (Voltaire, Nanine, III, 8)

## Etimologie
Cuvântul cacofonie a fost format în limba greacă din kakos „rău, urât” și phone „voce”. A intrat în franceză și apoi în celelalte limbi europene aproximativ în secolul al XVII-lea, cu sensul actual de sunet strident, dezagreabil. Particula grecească kako- este întâlnită și în alte neologisme: cacofazie „vorbire incorectă”, cacologie „construcție gramaticală defectuoasă” sau cacografie „scriere greșită”, având în toate cazurile același sens de „rău, greșit”. Unii lingviști sunt de părere că această particulă își are originea în cuvântul proto-indo-european *kakko, însemnând a defeca. Așadar, deși astăzi cuvântul cacofonie nu este legat de acest sens, este posibil ca în istoria sa îndepărtată să fi existat o înrudire.